# Evžen Gál (hungarista)
Evžen Gál (maď. Gál Jenő, 2. června 1957 Fiľakovo – 18. ledna 2024 Praha) byl český hungarista, vysokoškolský pedagog a kulturní diplomat.
Vystudoval obory čeština a maďarština na Filozofické fakultě Univerzity Karlovy, kde byl žákem Petra Rákose. Od roku 1990 na této fakultě působil jako akademický pracovník, vyučoval moderní a současnou maďarskou literaturu a další hungaristické předměty. Mezi roky 2003–2009 byl ředitelem Českého centra v Budapešti.
Jeho ženou byla překladatelka maďarské literatury Dana Gálová.